# Psidium dumetorum
Psidium dumetorum är en myrtenväxtart som beskrevs av George Richardson Proctor. Psidium dumetorum ingår i släktet Psidium och familjen myrtenväxter. Inga underarter finns listade i Catalogue of Life.